# Вуколов, Александр Сергеевич
Александр Сергеевич Вуколов — конструктор вооружений, лауреат Государственной премии РФ (2003).
Родился 23 августа 1955 г. в Коломне.
Окончил МВТУ им. Н. Э. Баумана (1978).
С 1978 по настоящее время работает в коломенском КБ машиностроения (ОАО "НПК «КБМ»): конструктор 3 категории, инженер-конструктор 3 категории, инженер-конструктор 2 категории, инженер-конструктор 1-й категории, начальник отдела, начальник отдела — заместитель начальника направления, начальник научно-технического направления — главный конструктор направления по разработке противотанковых ракетных комплексов.
Разработчик боевых частей для противотанковых ракетных комплексов. Под его руководством и при личном участии разработаны и приняты на вооружение:
- единственный в мире всесуточный всепогодный противотанковый ракетный комплекс «Хризантема-С»,
- многоцелевой ракетный комплекс «Атака-ВН» для боевого вертолета Ми-28Н,
- семейство сверхзвуковых многоцелевых ракет «Атака»,
- модернизированный противотанковый ракетный комплекс «Штурм-СМ».

Кандидат технических наук (2008).
Лауреат Государственной премии РФ (2003). Заслуженный конструктор РФ (2007). Лауреат премии им. С. И. Мосина (2005). Почётный машиностроитель (2000).